# تاريخ الهجرة في أستراليا
بدأ تاريخ الهجرة في أستراليا مع الهجرة البشرية المبكرة إلى القارة منذ نحو 80,000 عام مضى، عندما وصل أسلاف الأستراليين الأصليين إلى القارة مرورًا بجزيرة جنوب شرق آسيا البحرية وغينيا الجديدة. منذ أوائل القرن السابع عشر وما بعده، شهدت القارة أول عمليات إنزال واستكشاف ساحلية من قبل المستكشفين الأوروبيين. بدأت التسوية الأوروبية الدائمة في عام 1788 مع إنشاء مستعمرة عقابية بريطانية في نيوساوث ويلز. منذ اتحاد أستراليا المبكر في 1901، حافظت أستراليا على سياستها البيضاء التي أُلغيت بعد الحرب العالمية الثانية، لتبشر بالتعددية الثقافية في العصر الحديث في أستراليا. ومنذ أواخر السبعينيات في القرن العشرين، حدثت زيادة كبيرة في الهجرة من البلدان الآسيوية وغيرها من البلدان غير الأوروبية.
وقعّت أستراليا أيضًا على الاتفاقية الخاصة بوضع اللاجئين واعترفت على حق اللجوء.

## السكان الأصليون
كان السكان الأوائل في أستراليا أسلاف السكان الأصليين الحاليين. سواء تضمنت هذه الهجرات الأولى موجة واحدة أو عدة موجات متعاقبة وشعوب مميزة فهي ما تزال خاضعة للنقاش الأكاديمي. يضع الحد الأدنى من الإطار الزمني المقبول على نطاق واسع وجود البشر في أستراليا من 40,000 إلى 43,000 سنة قبل الحاضر (بي بّي)، في حين أن النطاق الأعلى الذي يدعمه الآخرون هو من 60,000 إلى 70,000 سنة قبل الحاضر.
على أي حال، تحققت هذه الهجرة خلال المراحل الأخيرة من فترة العصر الحديث الأقرب (البليستوسين)، عندما كانت مستويات سطح البحر أقل بكثير مما هي عليه اليوم. أسفرت الأحداث المتكررة من الفترات الجليدية الممتدة إلى انخفاض مستويات سطح البحر بنحو 100-150 متر. لذلك توسع الخط الساحلي القاري أبعد من ذلك بكثير للخروج إلى بحر تيمور، مما هو عليه اليوم، وشكلت أستراليا وغينيا كتلة أرضية واحدة (المعروفة باسم سهول)، وكانت متصلة بواسطة جسر يابسة عبر بحر آرافورا، وخليج كاربنتاريا ومضيق توريس.
هناك نظرية تقول إن هؤلاء الشعوب الأصلية أبحروا أولاً لمسافات أقصر من جزر سوندا وبينها للوصول إلى السهول. ثم عبر جسر اليابسة لينتشروا عبر القارة. تشير الدلائل الأثرية إلى استيطان البشر في أعالي نهر سوان، غرب أستراليا بنحو 40000 سنة مضت. وبُلغت تاسمانيا (التي كانت أيضًا في ذلك الوقت متصلة عبر جسر بري) قبل 30,000 سنة على الأقل.
وبالتالي نشأ أسلاف الشعوب الأصلية منذ فترة طويلة واستمروا في التطور والتنويع والاستقرار في معظم أنحاء القارة. مع ارتفاع مستويات سطح البحر مرة أخرى عند نقطة وصول الفترة الجليدية الأخيرة قبل نحو 10,000 عام، أصبحت القارة الأسترالية كتلة أرضية منفصلة مجددًا. ومع ذلك، ما زال يوفر مضيق توريس الذي شُكل حديثًا والذي يبلغ عرضه 150 كم مع سلسلة من الجزر وسائل الاتصال الثقافي والتبادل التجاري بين غينيا الجديدة وشبه جزيرة كيب يورك الشمالية.
منذ عدة آلاف من السنين، استوطن سكان جزر مضيق توريس الميلانيزيون في جزر مضيق توريس، واستمرت التجارة والاتصال عبر هذا الطريق على الرغم من وجود أدلة قليلة تشير إلى أن التأثيرات المباشرة امتدت إلى الجنوب. حُفظ على الاتصالات المتفرقة على طول الساحل الأسترالي الشمالي من قبل البحارة عبر بحرَي تيمور وعرفات، مع وجود أدلة قوية على التقاء ماكاسان بأستراليا في القرون التي سبقت وصول الأوروبيين، ومع وجود أدلة على الاتصالات والتبادلات السابقة من قبل مجموعات أخرى. ومع ذلك، لا يبدو أن هذه التبادلات قد تضمنت أي توطين موسع أو هجرات للشعوب غير الأصلية إلى المنطقة.
وفقًا لدراسة ألمانية أُجريت عام 2013 من قبل فريق من الباحثين حول جينات الحمض النووي لسكان أستراليا الأصليين، فقد وجد أن وصول موجة مهاجرين من الهند إلى أستراليا كان قبل نحو 4230 عامًا. وتوضح الدراسة أن المهاجرين الهنود استقروا في أستراليا قبل أول اتصال مسجل للكابتن جيمس كوك مع الخط الساحلي الأسترالي. تشير الدراسة أيضًا إلى أن ما يصل إلى 11% من الحمض النووي لسكان أستراليا الأصليين مستمد من الهنود. خلال فترة الهجرة، يشير ظهور الكلب الأسترالي (دينغو) لأول مرة في الحفريات إلى أن الهنود أخذوا الكلاب معهم وربما جلبوا أيضًا أدوات حجرية تسمى المايكروليث (أَدوات حجريَّة صَغِيرة). غيّرت هذه الدراسة الرأي القائل بأن القارة الأسترالية كانت معزولة منذ استعمارها لأول مرة منذ حوالي 45,000 - 50,000 سنة حتى اكتشف الأوروبيون أستراليا في القرن الثامن عشر. أوضح الطبيب مارك ستونكينج، من معهد ماكس بلانك للأنثروبولوجيا التطورية، أن ارتباط الحمض النووي يمكن أن يكون من قبل الأشخاص الذين ينتقلون بالفعل، أو الذين يسافرون جسديًا من الهند مباشرة إلى أستراليا، أو يمكن أن تنتقل موادهم الجينية من حيث الاتصال بين الهند والسكان المجاورين الذين اتصلوا بعد ذلك بالسكان الجيران الآخرين، وفي نهاية المطاف، كان سيكون هناك اتصال مع أستراليا. يقول البروفيسور آلان كوبر من جامعة أديلايد في مركز الحمض النووي القديم أن التأثير الهندي ربما لعب دورًا في تنمية ثقافة السكان الأصليين الأستراليين. استغرق اكتشاف النفوذ الهندي بعض الوقت لأن الأستراليين الأصليين كانوا مترددين في المشاركة في هذه الأنواع من الدراسات الجينية.

## الاستعمار والاستيطان البريطاني: 1787- وخمسينيات القرن التاسع عشر
بعد خسارة الولايات المتحدة، عانت بريطانيا من اكتظاظ سجونها وسعت إلى تخفيف المشاكل عن طريق نقل سجناءها. في عام 1787 أبحر الأسطول الأول المكون من 11 سفينة ونحو 1350 شخص بقيادة الكابتن آرثر فيليب إلى أستراليا. في 26 يناير 1788 رسي الأسطول في سيدني كوف. أُعلن عن المستعمرة الجديدة رسميًا باسم مستعمرة نيو ساوث ويلز في 7 فبراير. وتبع ذلك أساطيل النقل الأخرى التي أحضرت المزيد من السجناء والأحرار إلى المستعمرة. نتيجة الاضطرابات التي سببها المستوطنون الأحرار في سيدني، توقف نقل السجناء إلى سيدني في عام 1840. واستمر إلى مستعمرات فان دييمن لاند (حيث بدأ الاستيطان في عام 1803) وخليج موريتون (الذي تأسس عام 1824، وأعيدت تسميته لاحقًا كوينزلاند) لبضع سنوات أطول. لم تتمكن مستوطنة برث الصغيرة، التي تأسست في عام 1829 على نهر سوان في غرب أستراليا من قبل مستوطنين أحرار، من الازدهار وطلبت إحضار المدانين. في المقابل استوطن المستوطنون الأحرار في جنوب أستراليا، وعاصمتها أديلايد التي تأسست في عام 1836، وفيكتوريا، وعاصمتها ملبورن التي تأسست في عام 1839. لم يستقبل جنوب أستراليا المهاجرين البريطانيين فحسب، بل استقبل أيضًا تدفقًا كبيرًا للمزارعين والتجار البروسيين، الذين سعوا في البداية إلى التحرر من الاضطهاد الديني. بحلول نهاية الترحيل الجزائي في عام 1868، دخل ما يقارب 165000 شخص إلى أستراليا بصفتهم مدانين.
منذ نحو عام 1815، بدأت سيدني في الازدهار بسرعة مع وصول مستوطنين أحرار من بريطانيا وأيرلندا وإتاحة أراض جديدة للزراعة. على الرغم من الرحلة البحرية الطويلة والشاقة، انجذب المستوطنون إلى احتمالية وجود حياة جديدة على أرض خالية فعليًا. احتل العديد من المستوطنين أراض دون تفويض، وعُرف هذا باسم الاستيطان العشوائي وأصبحت الأساس لفئة ملاك الأراضي القوية.